# Shivaji
Shivaji Bhonsle (en marati: [ʃiʋaˑɟiˑ bʱoˑs (ə) leˑ]; c. 1627/1630
-3 de abril de 1680) fue un rey guerrero indio y miembro del clan Bhonsle Maratha. Shivaji forjó un enclave del Sultanato de Bijapur en declive de Bijapur que formó la génesis del Imperio maratha. En 1674, fue formalmente coronado como el ajichatra, o monarca, de su reino en Raigad.
En el transcurso de su vida, Shivaji se involucró en alianzas y hostilidades con el Imperio mogol, el Sultanato de Golconda y el Sultanato de Bijapur, así como con los poderes coloniales ingleses, portugueses y franceses. Las fuerzas militares de Shivaji ampliaron el área de influencia de Maratha ya que capturaron y construyeron fortalezas y formó una marina de guerra marathí. Shivaji estableció una normativa o reglamento civil competente y progresivo con organizaciones administrativas bien estructuradas. Revivió las antiguas tradiciones políticas hindúes y las convenciones de la corte y promovió el uso del marathi y el sánscrito en lugar del persa en los tribunales y la administración.
El valor del legado de Shivaji varía según el observador y el tiempo, pero comenzó a adquirir una importancia cada vez mayor con el surgimiento del movimiento independentista indio, ya que muchos lo elevaron como un proto-nacionalista y héroe de los hindúes. Particularmente en Maharashtra los debates sobre su historia y su papel han engendrado una gran pasión y, a veces incluso violencia, a medida que grupos dispares han tratado de caracterizarlo a él y a su legado.

## Primeros años de vida
Shivaji nació en el fuerte de la colina de Shivneri, cerca de la ciudad de Junnar, en lo que hoy es el distrito de Pune. Los eruditos no están de acuerdo con su fecha de nacimiento. Shivaji recibió su nombre por una deidad local, la diosa Shivai. El padre de Shivaji, Shahaji Bhonsle, era un general maratha que servía a los sultanatos de Deccan. Su madre era Jijabai, la hija de Lakhuji Jadhavrao, de Sindhkhed, un sardar aliado con los mogoles que demandaba descender de una familia real, los Yadav de Devagiri.
En el momento del nacimiento de Shivaji el poder en Deccan era compartido por tres sultanatos islámicos: Bijapur, Ahmednagar y Golconda. Shahaji cambiaba a menudo su lealtad entre los Nizamshahi de Ahmadnagar, los Adilshah de Bijapur y los mogoles, pero siempre mantenía su jagir (feudo) en Pune y su pequeño ejército con él.

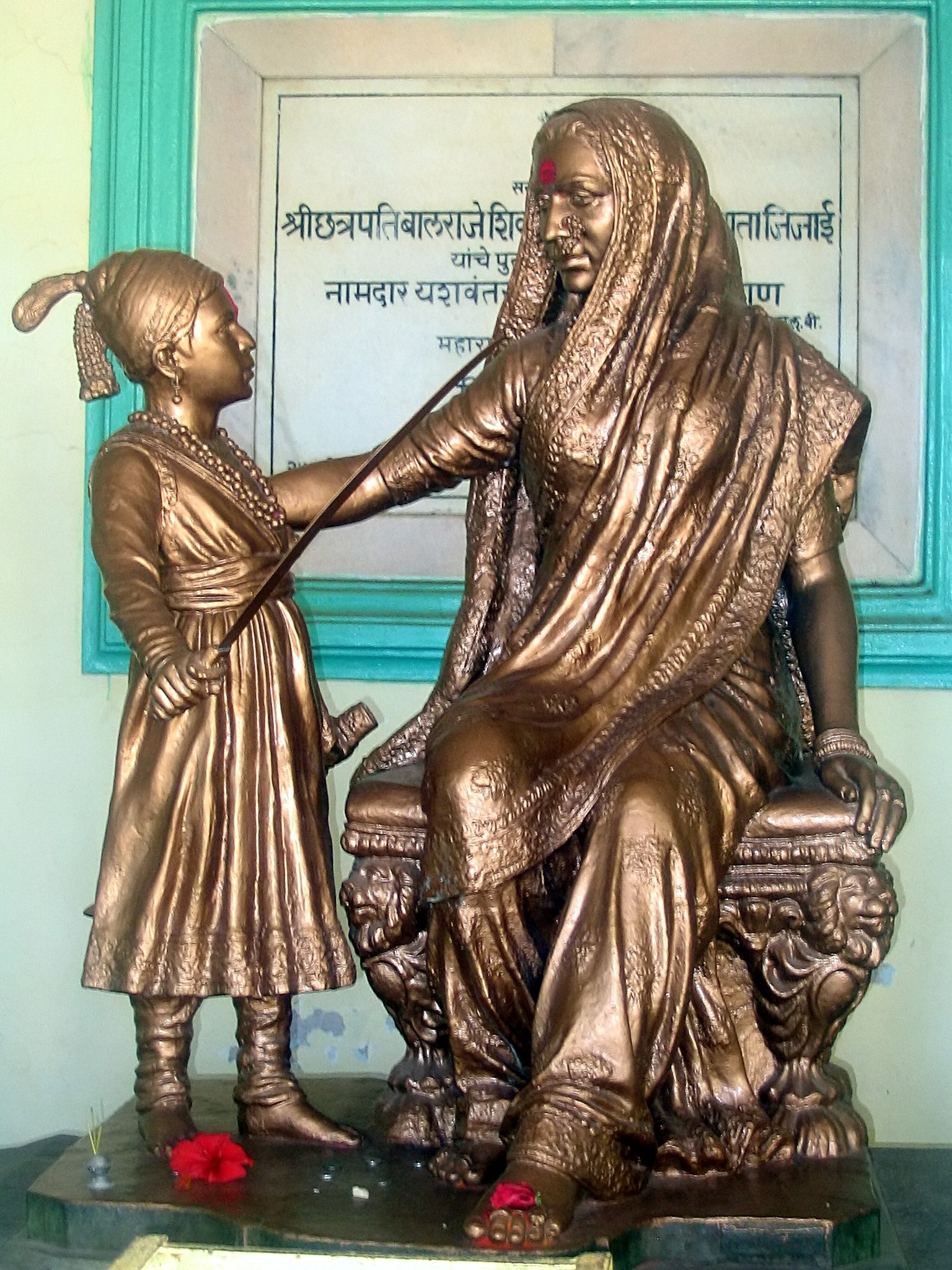
Una estatua del joven Shivaji con Jijabai instalada en el fuerte de Shivneri en los años 1960

### Educación
Shivaji estaba dedicado a su madre Jijabai, que era profundamente religiosa. Sus estudios de las epopeyas hindúes, el Ramayana y el Mahabharata, también influyeron en su defensa de por vida de los valores hindúes. Shivaji estaba profundamente interesado en las enseñanzas religiosas, y regularmente buscaba la compañía de santos hindúes y sufíes. Shahaji, mientras tanto se había casado con una segunda esposa, Tukabai de la familia Mohite. Después de hacer las paces con los mogoles, cediéndoles seis fuertes, fue a servir al Sultanato de Bijapur. Se mudaron Shivaji y su madre Jijabai de Shivneri a Pune y los dejó al cuidado de su administrador o jagir, Dadoji Konddeo. Dadoji ha sido acreditado como el supervisor de la educación y la formación del joven Shivaji.
Muchos de los camaradas de Shivaji, y más tarde algunos de sus soldados, vinieron de la región de Maval, incluidos Yesaji Kank, Suryaji Kakade, Baji Pasalkar, Baji Prabhu Deshpande y Tanaji Malusare. Shivaji viajó por las colinas y los bosques de la cordillera de Sahyadri con sus amigos de Maval, adquiriendo habilidades y familiarizándose con el terreno lo que sería útil en su carrera militar. El espíritu independiente de Shivaji y su asociación con los jóvenes de Maval no le sentaron bien a Dadoji, quien se quejó a Shahaji en vano.
En 1639, Shahaji estaba estacionado en Bangalore, que había sido conquistado por los nayaks que habían tomado el control después de la desaparición del imperio Vijayanagara, y se le pidió que mantuviera y estableciera el área. Shivaji fue llevado a Bangalore donde él, su hermano mayor Sambhaji y su medio hermano Ekoji fueron entrenados formalmente. Se casó con Saibai de la prominente familia Nimbalkar en 1640. Alrededor de 1645, el adolescente Shivaji expresó su concepto para la Hindavi Swarajya, la autodeterminación india, en una carta. Algunos estudiosos interpretan Hindavi Swarajya en el sentido de la autonomía de las personas hindúes,  mientras que otros afirman que la lucha de Shivaji era para la obtención de la "libertad religiosa" para los hindúes.</ref>

## Conflicto con Bijapur
En 1645, Shivaji, de 15 años, sobornó o persuadió a Inayat Khan, el comandante bijapurí del Fuerte Torna, para que le entregara la fortaleza. El Maratha Firangoji Narsala, que tenía el fuerte Chakan, profesó su lealtad a Shivaji, y el fuerte de Kondana fue adquirido sobornando al gobernador bijapurí. El 25 de julio de 1648, Shahaji fue encarcelado por Baji Ghorpade bajo las órdenes del gobernante Bijapuri Mohammed Adilshah en un intento por contener a Shivaji.
Según Sarkar, Shahaji fue liberado en 1649 después de que la captura de Jinji asegurara la posición de Adil-Shahi en Karnataka. Durante estos eventos, desde 1649 hasta 1655, Shivaji hizo una pausa en sus conquistas y consolidó silenciosamente sus logros. Después de su liberación, Shahaji se retiró de la vida pública y murió alrededor de 1664-1665 en un accidente de caza. Tras la liberación de su padre, Shivaji reanudó las incursiones, y en 1656, en circunstancias controvertidas, mató a Chandrarao More, un feudatario maratha de Bijapur, y le arrebató el valle de Javali.

### Combate con Afzal Khan

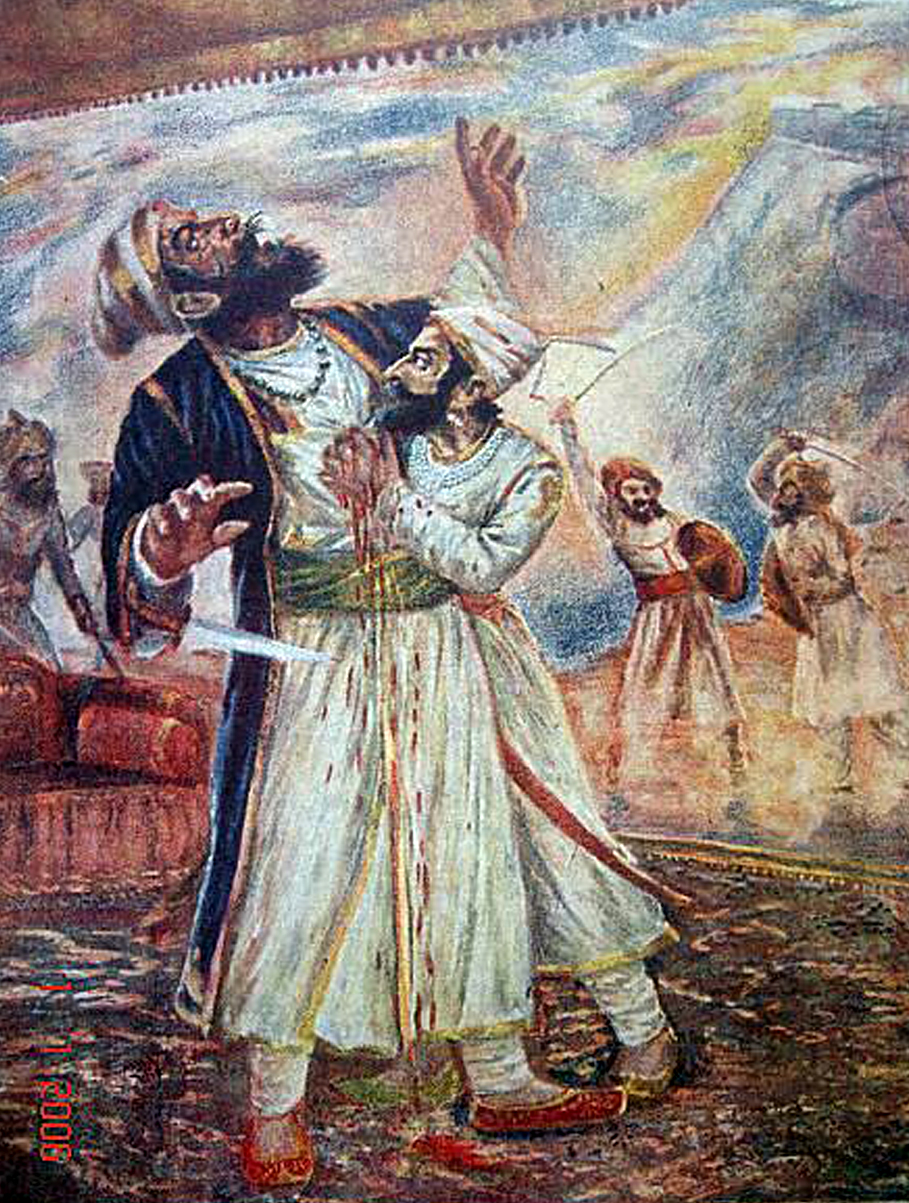
Pintura de principios del de Sawlaram Haldankar de Shivaji luchando contra el general Bijapuri Afzal Khan.

Adilshah estaba disgustado por sus pérdidas ante las fuerzas de Shivaji, que su vasallo Shahaji repudió. Habiendo terminado su conflicto con los mogoles y teniendo una mayor capacidad para responder, en 1657 Adilshah envió a Afzal Khan, un veterano general, para arrestar a Shivaji. Antes de involucrarlo, las fuerzas de Bijapuri profanaron el Templo de Tulja Bhavani, sagrado para la familia de Shivaji, y el templo de Vithoba en Pandharpur, un importante lugar de peregrinación para los hindúes.
Perseguido por las fuerzas de Bijapur, Shivaji se retiró al fuerte Pratapgad donde muchos de sus colegas lo presionaron para que se rindiera. Las dos fuerzas se encontraron en un punto muerto, con Shivaji incapaz de romper el sitio, mientras que Afzal Khan, que tenía una poderosa caballería pero carecía de equipo de asedio, no pudo tomar el fuerte. Después de dos meses, Afzal Khan envió un enviado a Shivaji sugiriendo que los dos líderes se reunieran en privado fuera del fuerte para parlamentar.
Los dos se encontraron en una choza en las estribaciones del fuerte Pratapgad el 10 de noviembre de 1659. Los arreglos habían dictado que cada uno fuera armado solo con una espada, y asistido por un seguidor. Shivaji, sospechando que Afzal Khan lo arrestaría o atacaría, o secretamente planeaba atacarse a sí mismo, llevaba una armadura debajo de su ropa, ocultó un bagh nakh o «garra de tigre» de metal, en su brazo izquierdo y tenía una daga en su mano derecha.
Las hipótesis varían sobre quien dio el primer golpe, si Shivaji o Afzal Khan: Las crónicas de los marathas acusan a Afzal Khan de traición, mientras que los registros en persa atribuyen la traición a Shivaji. En la lucha, la daga de Afzal Khan fue detenida por la armadura de Shivaji y las armas de Shivaji le infligieron heridas mortales al general; Shivaji luego disparó un cañón para señalar a sus tropas ocultas que debían atacar al ejército de Bijapur. En la Batalla de Pratapgarh subsiguiente luchada el 10 de noviembre de 1659, las fuerzas de Shivaji derrotaron decisivamente a las fuerzas del Sultanato de Bijapur. Más de 3000 soldados del ejército de Bijapur murieron en combate y un sardar de alto rango, dos hijos de Afzal Khan y dos jefes maratha fueron hechos prisioneros.
Después de la victoria, Shivaji realizó una gran revisión  sobre Pratapgarh. El enemigo capturado, tanto oficiales como hombres, fueron liberados y enviados a sus hogares con dinero, comida y otros regalos. Los marathas fueron recompensados como correspondía.

### Asedio de Panhala
Después de derrotar a las fuerzas de Bijapur enviadas contra él, el ejército de Shivaji marchó hacia Konkan y Kolhapur, tomó el fuerte de Panhala y derrotó a las fuerzas de Bijapur enviadas contra ellos bajo el mando de Rustam Zaman y Fazl Khan en 1659. En 1660, Adilshah envió a su general Siddi Jauhar para atacar la frontera sur de Shivaji en alianza con los mogoles que planeaban atacar desde el norte. En ese momento, Shivaji estaba acampado en el fuerte de Panhala con sus fuerzas. El ejército de Siddi Jauhar asedió Panhala a mediados de 1660 y cortó las rutas de suministro al fuerte. Durante el bombardeo de Panhala, Siddi Jahuar compró granadas de los británicos en Rajapurpara para aumentar su eficacia y también contrató a algunos artilleros ingleses para bombardear el fuerte, vistiendo una bandera utilizada por los ingleses. Esta percepción de traición enfureció a Shivaji y en diciembre se vengó y saqueó la fábrica inglesa en Rajapur capturando cuatro de los trabajadores, encarcelándolos hasta mediados de 1663.
Los informes varían en cuanto al final del asedio ya que algunos afirman que Shivaji escapó del fuerte cercado y se retiró a Ragna, después de lo cual Adilshah personalmente se hizo cargo del sitio, capturando el fuerte después de cuatro meses. Otros relatos afirman que después de meses de asedio, Shivaji negoció con Siddi Jahuar y entregó el fuerte el 22 de septiembre de 1660, y se retiró a Vishalgad. Shivaji volvió más adelante para tomar Panhala en 1673.

### Batalla de Pavan Khind
Existen algunas discrepancias sobre las circunstancias de la retirada de Shivaji, si fue resultado de un tratado o una fuga, y también acerca de su destino Ragna o Vishalgad, si bien la historia popular detalla su movimiento nocturno a Vishalgad y una acción sacrificatoria de retaguardia para permitirle escapar. Según estos relatos, Shivaji se retiró de Panhala al amparo de la noche y, mientras era perseguido por la caballería enemiga, su sarrato maratha Baji Prabhu Deshpande de Bandal Deshmukh, junto con 300 soldados, se ofreció voluntario para luchar hasta la muerte para contener el enemigo en Ghod Khind o «barranco del caballo» para dar a Shivaji y al resto del ejército la oportunidad de alcanzar la seguridad del fuerte de Vishalgad.
En la Batalla de Pavan Khind, la pequeña fuerza Maratha retuvo a un enemigo más grande para ganar tiempo para que Shivaji escapara. Baji Prabhu Deshpande resultó herido, pero siguió luchando hasta que oyó el sonido del fuego de cañón de Vishalgad, señalando que Shivaji había llegado al fuerte la noche del 13 de julio de 1660. Ghod Khind —khind significa «un estrecho paso de montaña»— más tarde fue renombrado como Paavan Khind —paso sagrado— en honor a Bajiprabhu Deshpande, Shibosingh Jadhav, Fuloji y todos los demás soldados que combatieron allí.

## Conflicto con los mogoles
Hasta 1657, Shivaji mantuvo relaciones pacíficas con el Imperio mogol. Shivaji ofreció su ayuda a Aurangzeb, virrey mogol del Deccan e hijo del emperador mogol, en la conquista de Bijapur a cambio de un reconocimiento formal de su derecho a los fuertes Bijapuri y pueblos bajo su posesión. Insatisfecho con la respuesta del mogol, y recibiendo una mejor oferta de Bijapur, lanzó una incursión en las posesiones mogolas en el Deccan. Los enfrentamientos de Shivaji con los mogoles comenzaron en marzo de 1657, cuando dos de los oficiales de Shivaji allanaron el territorio mogol cerca de Ahmednagar. Esto fue seguido por incursiones en Junnar, con Shivaji llevándose 300 000 hun en efectivo y 200 caballos. Aurangzeb respondió a los ataques enviando a Nasiri Khan, que derrotó a las fuerzas de Shivaji en Ahmednagar. Sin embargo, las contramedidas de Aurangzeb contra Shivaji fueron interrumpidas por la temporada de lluvias y la batalla de sucesión con sus hermanos por el trono mogol después de la enfermedad del emperador Shah Jahan.

### Ataques a Shaista Khan y Surat
A petición de Badi Begum de Bijapur, Aurangzeb, ahora el emperador mogol, envió a su tío materno Shaista Khan, con un ejército de más de 150 000 soldados junto con una poderosa división de artillería en enero de 1660 para atacar a Shivaji junto con el ejército de Bijapur liderado por Siddi Jauhar. Shaista Khan, con su ejército mejor equipado y provisto de 80 000 soldados se apoderó de Pune. También tomó el fuerte cercano de Chakan y lo asedió durante un mes y medio antes de derribar las murallas. Shaista Khan presionó por ventaja de tener un ejército de Mughal más grande, provisto y fuertemente armado e hizo incursiones en algunos de los territorios de Maratha, se apoderó de la ciudad de Pune y estableció su residencia en el palacio de Shivaji de Lal Mahal.
En abril de 1663, Shivaji lanzó un ataque sorpresa contra Shaista Khan en Pune. Los relatos de la historia difieren en la imaginación popular, pero hay algún acuerdo respecto a que Shivaji y el grupo de unos 200 seguidores se infiltraron en Pune, usando una procesión nupcial como cobertura. Vencieron a los guardias del palacio, rompieron las murallas y entraron en los aposentos de Shaista Khan, matando a los que encontraron allí. Shaista Khan escapó, perdiendo su pulgar en el combate cuerpo a cuerpo, pero uno de sus hijos y otros miembros de su casa fueron asesinados. El Khan se refugió con las fuerzas mogoles en las afueras de Pune y Aurangzeb lo castigó por esta vergüenza enviándolo a Bengala.
En represalia por los ataques de Shaista Khan y para reponer su ya agotado tesoro, en 1664 Shivaji saqueó la ciudad portuaria de Surat, un rico centro comercial mogol.: 491 

### Tratado de Purandar

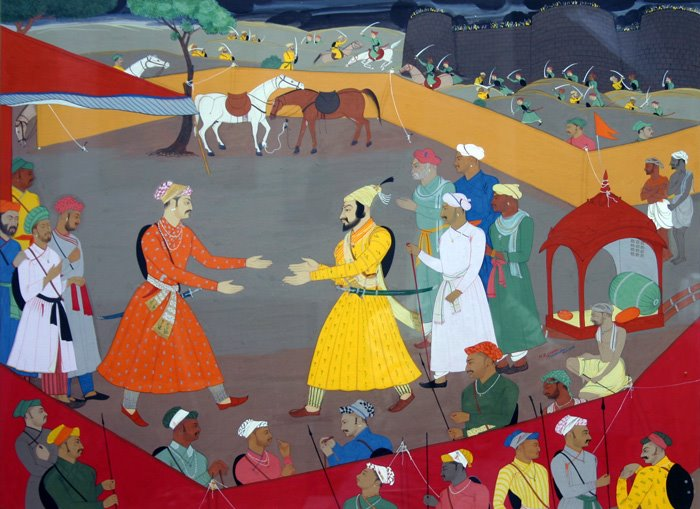
El Raja Jai Singh de Amber recibiendo Shivaji un día antes de concluir el Tratado de Purandar.

Los ataques a Shaista Khan y Surat enfurecieron a Aurangzeb. En respuesta envió al Rajput Mirza Raja Jai Singh I con un ejército de alrededor de 15 000 hombres para derrotar a Shivaji. A lo largo de 1665, las fuerzas de Jai Singh presionaron a Shivaji, con su caballería arrasando el campo, y sus fuerzas de asedio que cercaban los fuertes de Shivaji. El comandante mogol tuvo éxito en atraer a varios de los comandantes clave de Shivaji, y muchos de sus soldados de caballería, al servicio de los mogoles. A mediados de 1665, con la fortaleza en Purandar sitiada y cerca de su captura, Shivaji se vio obligado a llegar a un acuerdo con Jai Singh.
En el  Tratado de Purandar, firmado entre Shivaji y Jai Singh el 11 de junio de 1665, Shivaji accedió a renunciar a 23 de sus fuertes, manteniendo 12 para sí mismo, y el pago de una indemnización de 400 000 hun de oro a los mogoles. Shivaji acordó convertirse en vasallo del imperio Mogol y enviar a su hijo Sambhaji, junto con 5000 jinetes, para luchar por los mogoles en el Deccan como un mansabdar.

### Arresto en Agra y fuga

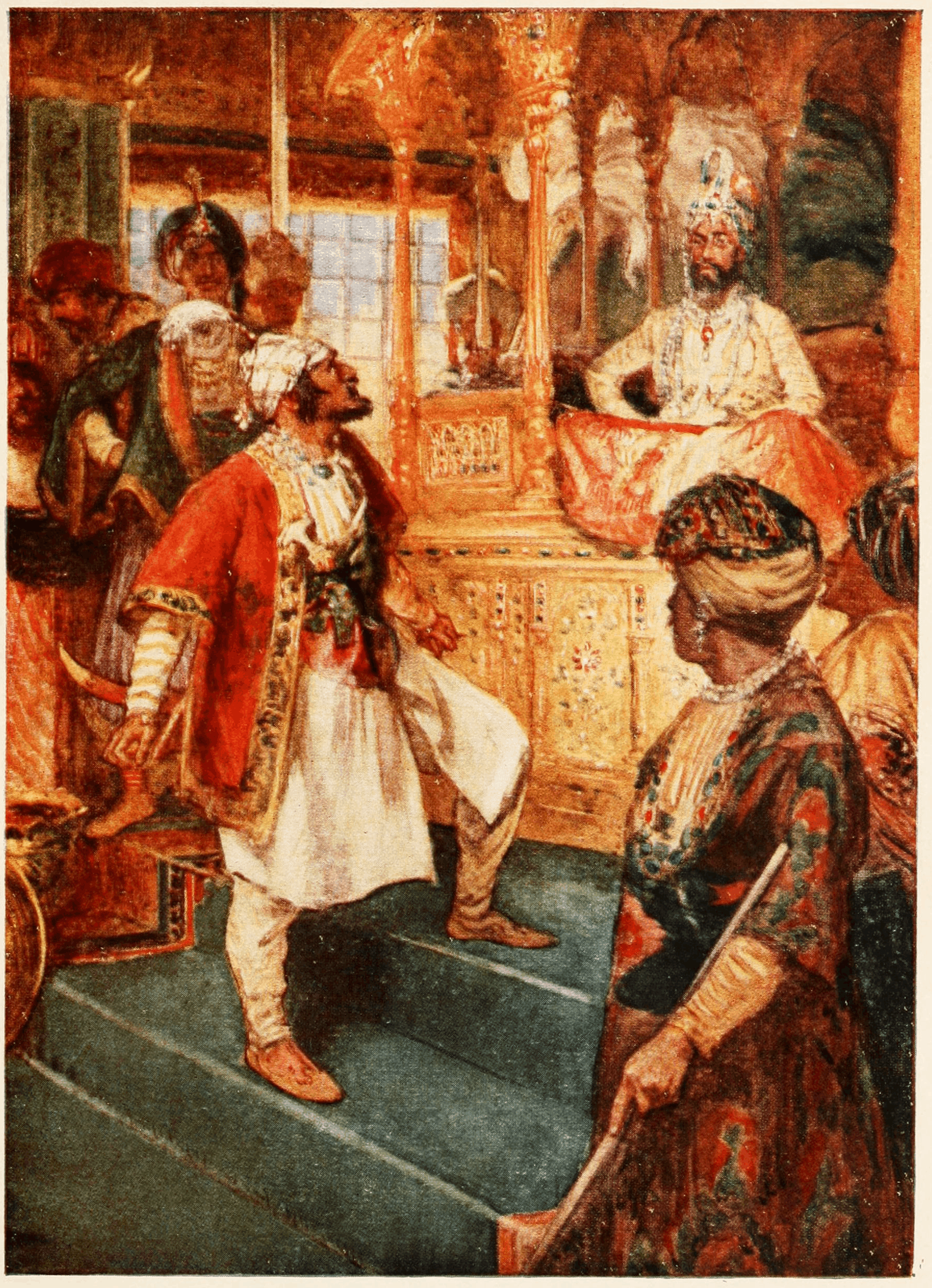
Una representación de A.D. Macromick de Shivaji en la corte de Aurangzeb en Agra en 1666.

En 1666 Aurangzeb convocó a Shivaji a Agra, si bien algunas fuentes indican que el lugar era Delhi, junto con su hijo de nueve años Sambhaji. El plan de Aurangzeb era enviar a Shivaji a Kandahar, ahora en Afganistán, para consolidar la frontera noroeste del imperio mogol. Sin embargo, en la corte, el 12 de mayo de 1666, Aurangzeb hizo que Shivaji se mantuviera detrás de los mansabdārs —comandantes militares— de su corte. Shivaji se ofendió y salió violentamente de la corte, y fue rápidamente puesto bajo arresto domiciliario con la vigilancia de Faulad Khan, Kotwal de Agra.
La posición de Shivaji bajo arresto domiciliario fue peligrosa ya que la corte de Aurangzeb debatió si matarlo o seguir empleándolo, y Shivaji usó sus  menguados fondos para sobornar a los cortesanos y apoyar su caso. Las órdenes vinieron del emperador a la estación de Shivaji en Kabul, que Shivaji rechazó. En lugar de eso, pidió que le devolvieran sus fuertes y que sirviera a los mogoles como mansabdar. Aurangzeb refutó que debiera entregar sus fortalezas restantes antes de regresar al servicio mogol. Shivaji logró escapar de Agra, probablemente sobornando a los guardias, aunque el emperador nunca pudo determinar cómo escapó a pesar de una investigación. La leyenda popular dice que Shivaji salió en grandes canastas simulando contrabando, con su hijo fuera de la casa y afirmó que eran dulces para regalar a las figuras religiosas de la ciudad.

### Paz con los Mogoles
Después de la fuga de Shivaji,  disminuyeron las hostilidades con los Mogoles, con el sardar Mogol Jaswant Singh actuando como intermediario entre Shivaji y Aurangzeb para nuevas propuestas de paz. Durante el período comprendido entre 1666 y 1668, Aurangzeb confirió el título de raja a Shivaji. Sambhaji también fue restaurado como mansabdar mogol con 5000 caballos. Shivaji envió a Sambhaji con el general Prataprao Gujar para servir con el virrey mogol en Aurangabad, el Príncipe Mu'azzam. Sambhaji también obtuvo territorio en el sultanato Berar para recaudación de ingresos. Aurangzeb también permitió a Shivaji atacar al decadente Adil Shahi; el debilitado sultán Ali Adil Shah II pidió paz y le otorgó los derechos de sardeshmukhi y chauthai a Shivaji.

## Reconquista

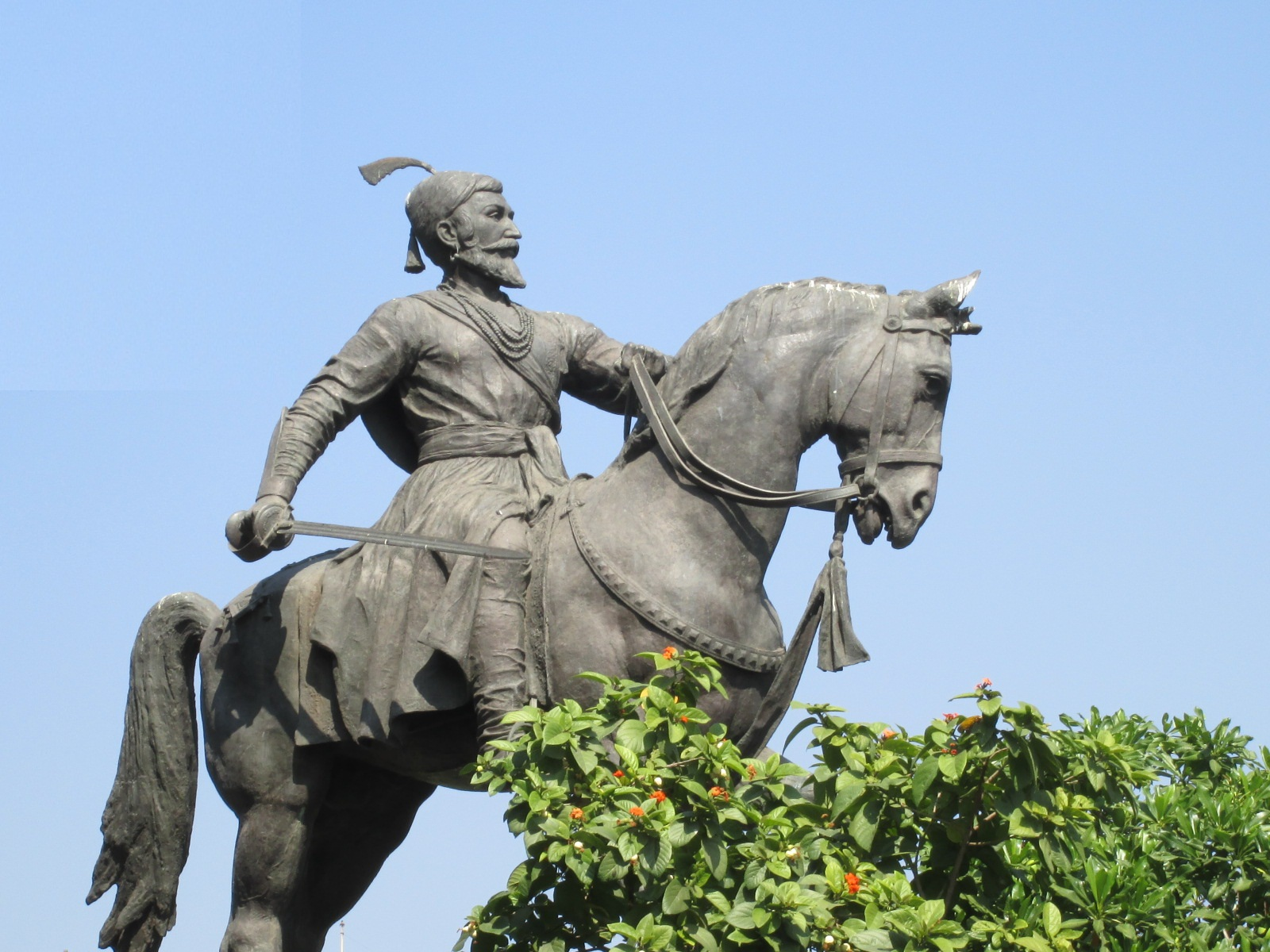
Estatua de Shivaji frente a la Puerta de la India en el sur de Bombay.

La paz entre Shivaji y los mogoles duró hasta 1670. En ese momento Aurangzeb comenzó a sospechar de los estrechos vínculos entre Shivaji y Mu'azzam, de quienes pensó que podrían usurparle su trono, e incluso podría haber recibido sobornos de Shivaji. También en ese momento, Aurangzeb, ocupado en la lucha contra los afganos, redujo en gran medida su ejército en el Deccan; muchos de los soldados disueltos se unieron rápidamente al servicio de Maratha. Los mogoles también se llevaron el jagir de Berar de Shivaji para recuperar el dinero prestado unos años antes. En respuesta, Shivaji lanzó una ofensiva contra los mogoles y recuperó una porción importante de los territorios entregados a ellos en un periodo de cuatro meses.
Shivaji despidió a Surat por segunda vez en 1670; las fábricas británicas y holandesas pudieron repeler su ataque, pero él logró saquear la ciudad e incluyó el saqueo de los bienes de un príncipe musulmán de Mawara-un-Nahr que regresaba de La Meca. Enfurecidos por los renovados ataques, los mogoles reanudaron las hostilidades con los Marathas, enviando una fuerza bajo el mando de Daud Khan para interceptar a Shivaji en su regreso a casa desde Surat, pero fueron derrotados en la Batalla de Vani-Dindori cerca de lo que hoy es Nashik.
En octubre de 1670, Shivaji envió sus fuerzas para hostigar a los ingleses en Bombay; como se habían negado a venderle material de guerra, sus fuerzas bloquearon las fiestas de los leñadores de Bombay. En septiembre de 1671, Shivaji envió un embajador a Bombay, nuevamente buscando material, esta vez para la lucha contra Danda-Rajpuri. Los ingleses tenían dudas sobre las ventajas que Shivaji obtendría de esta conquista, pero tampoco querían perder ninguna posibilidad de recibir compensación por el saqueo de sus fábricas en Rajapur. Los ingleses enviaron al teniente Stephen Ustick para tratar con Shivaji pero las negociaciones fracasaron sobre el tema de la indemnización de Rajapur. Numerosos intercambios de enviados siguieron en los años siguientes, con algún acuerdo sobre los problemas de armas en 1674, pero Shivaji nunca pagó la indemnización de Rajapur antes de su muerte, y la fábrica  se disolvió a finales de 1682.

### Batallas de Umrani y Nesari
En 1674, Prataprao Gujar, el comandante en jefe de las fuerzas de Maratha, fue enviado para hacer retroceder a la fuerza invasora dirigida por el general Bijapuri, Bahlol Khan. Las fuerzas de Prataprao derrotaron y capturaron al general enemigo en la batalla después de cortar su suministro de agua al rodear un lago estratégico, lo que llevó a Bahlol Khan a solicitar la paz. A pesar de las advertencias específicas de Shivaji en contra de hacerlo, Prataprao liberó a Bahlol Khan, quien comenzó a prepararse para una nueva invasión.
Shivaji envió una carta disgustada a Prataprao, rechazando darle audiencia hasta que Bahlol Khan fue recapturado. Molesto por la reprensión de su comandante, Prataprao encontró a Bahlol Khan y cargó su posición con solo seis jinetes, dejando atrás a su fuerza principal. Prataprao fue muerto en combate; Shivaji estaba profundamente afligido al enterarse de la muerte de Prataprao y arregló el matrimonio de su segundo hijo, Rajaram, con la hija de Prataprao. Anandrao Mohite se convirtió en Hambirrao Mohite, el nuevo sarnaubat, el comandante en jefe de las fuerzas de Maratha. El fuerte Raigad fue construido recientemente por Hiroji Indulkar como capital del naciente reino de Maratha.

## Coronación

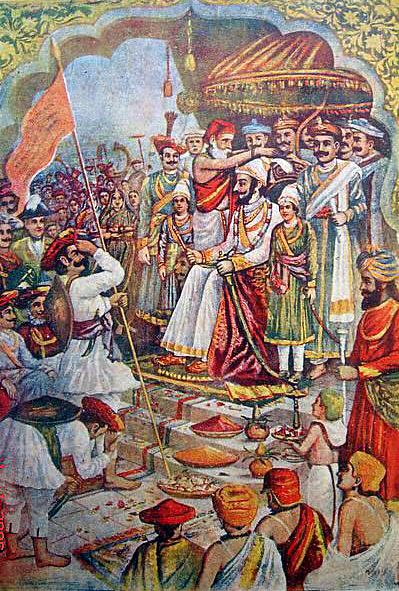
Pintura de principios de de la coronación de Shivaji por la prensa de Chitrashala, Pune

Shivaji había adquirido extensas tierras y riquezas a través de sus campañas pero al carecer de un título formal todavía era técnicamente un zamindar mogol o el hijo de un jagirdar Bijapuri, sin ninguna base legal para gobernar su dominio de facto. Un título real podría resolver esto y también evitar cualquier desafío por parte de otros líderes maratha, para quienes era técnicamente igual. También proporcionaría a los marathas hindúes ser miembros soberanos en una región diferente a las gobernadas por los musulmanes.
La controversia estalló entre los brahmines de la corte de Shivaji: se negaron a coronar a Shivaji como rey porque ese estado estaba reservado para los de la varna kshatriya, o guerreros en la sociedad de castas hindú. Shivaji descendía de una línea de jefes de aldeas agrícolas y los brahmines, en consecuencia, lo clasificaron como de shnara (cultivador) varna. Notaron que Shivaji nunca había pasado por una «ceremonia del hilo sagrado y no usaba el hilo, lo que haría un kshatriya. Shivaji convocó a Gaga Bhatt, un pandit de Varanasi, quien declaró que había encontrado una genealogía que demostraba que Shivaji descendía de los rajputs Sisodia y por lo tanto, era un kshatriya, aunque necesitaba las ceremonias que correspondían a su rango. Para cumplir con este requisito, a Shivaji se le hizo una ceremonia para concederle el hilo sagrado y se volvió a casar con sus cónyuges bajo los ritos védicos tal y como se esperaba de un kshatriya. Sin embargo, siguiendo la evidencia histórica, la afirmación de Shivaji de ser un Rajput, y específicamente la ascendencia de Sisodia puede interpretarse como algo tenue en el mejor de los casos, y una pura invención en una lectura más extrema.
Shivaji fue coronado rey de los marathas en una fastuosa ceremonia en Raigad el 6 de junio de 1674. En el calendario hindú fue el día 13 trayodashi de la primera quincena del mes de Jyeshtha en el año 1596. Gaga Bhatt ofició, sosteniendo un recipiente de oro lleno de las siete aguas sagradas de los ríos Yamuna, Indo , Ganges, Godavari, Krishna y Kaveri sobre la cabeza de Shivaji, y entonaron los mantras de la coronación védica. Después de la ablución, Shivaji se inclinó ante Jijabai y le tocó los pies. Cerca de cincuenta mil personas se reunieron en Raigad para las ceremonias. Shivaji se tituló Shakakarta, fundador de una era, y Chhatrapati, soberano supremo. También tomó el título de Haindava Dharmodhhaarak, protector de la fe hindú.
La madre de Shivaji, Jijabai, murió el 18 de junio de 1674. Los marathas convocaron al bengalí Tantrik goswami Nischal Puri, quien declaró que la coronación original se había celebrado bajo estrellas desfavorables y se necesitaba una segunda coronación. Esta segunda coronación el 24 de septiembre de 1674 tuvo un doble uso, apaciguando a aquellos que aún creían que Shivaji no estaba calificado para los ritos védicos de su primera coronación, al realizar una ceremonia adicional menos contestable.

## Conquista en el sur de la India
A partir de 1674, los marathas emprendieron una campaña agresiva pues saquearon Khandesh en octubre, capturaron Bijapuri Ponda en abril de 1675, Karwar a mitad de año, y Kolhapur en julio. En noviembre, la armada Maratha tuvo escaramuzas con los Siddis de Janjira pero no logró desalojarlos. Habiéndose recuperado de una enfermedad y aprovechando un conflicto entre los afganos y Bijapur, Shivaji atacó a Athani en abril de 1676.
En el periodo previo a su expedición, Shivaji apeló al sentido de patriotismo decaní, indicando que el sur de la India era una patria que debía protegerse de los forasteros. Su apelación fue un tanto exitosa y en 1677 Shivaji visitó Hyderabad durante un mes y firmó un tratado con el Qutubshah del sultanato de Golconda en el que acordó rechazar su alianza con Bijapur y oponerse conjuntamente a los mogoles. En 1677, Shivaji invadió Karnataka con 30 000 soldados de caballería y 40 000 de infantería, respaldados por la financiación y la artillería golcondí. Siguió hacia el sur y Shivaji se apoderó de los fuertes de Vellore y Gingee; este último fue más tarde capital de los Marathas durante el reinado de su hijo Rajaram I.
Shivaji tenía la intención de reconciliarse con su medio hermano Venkoji (Ekoji I), hijo de Shahaji con su segunda esposa, Tukabai (de nacimiento, Mohite), que gobernaba Thanjavur (Tanjore) después de Shahaji. Las negociaciones inicialmente prometedoras no tuvieron éxito, por lo que, al regresar a Raigad, Shivaji derrotó al ejército de su medio hermano el 26 de noviembre de 1677 y se apoderó de la mayoría de sus posesiones en la meseta de Mysore. La esposa de Venkoji, Dipa Bai, a quien Shivaji respetaba profundamente, entabló nuevas negociaciones con Shivaji y también convenció a su esposo de distanciarse de los asesores musulmanes. Al final, Shivaji consintió en entregarle a ella y a sus descendientes femeninas muchas de las propiedades que había capturado, y Venkoji consintió en una serie de condiciones para la administración adecuada de los territorios y el mantenimiento del monumento memorial conmemorativo  de Shivaji.

## Muerte y sucesión

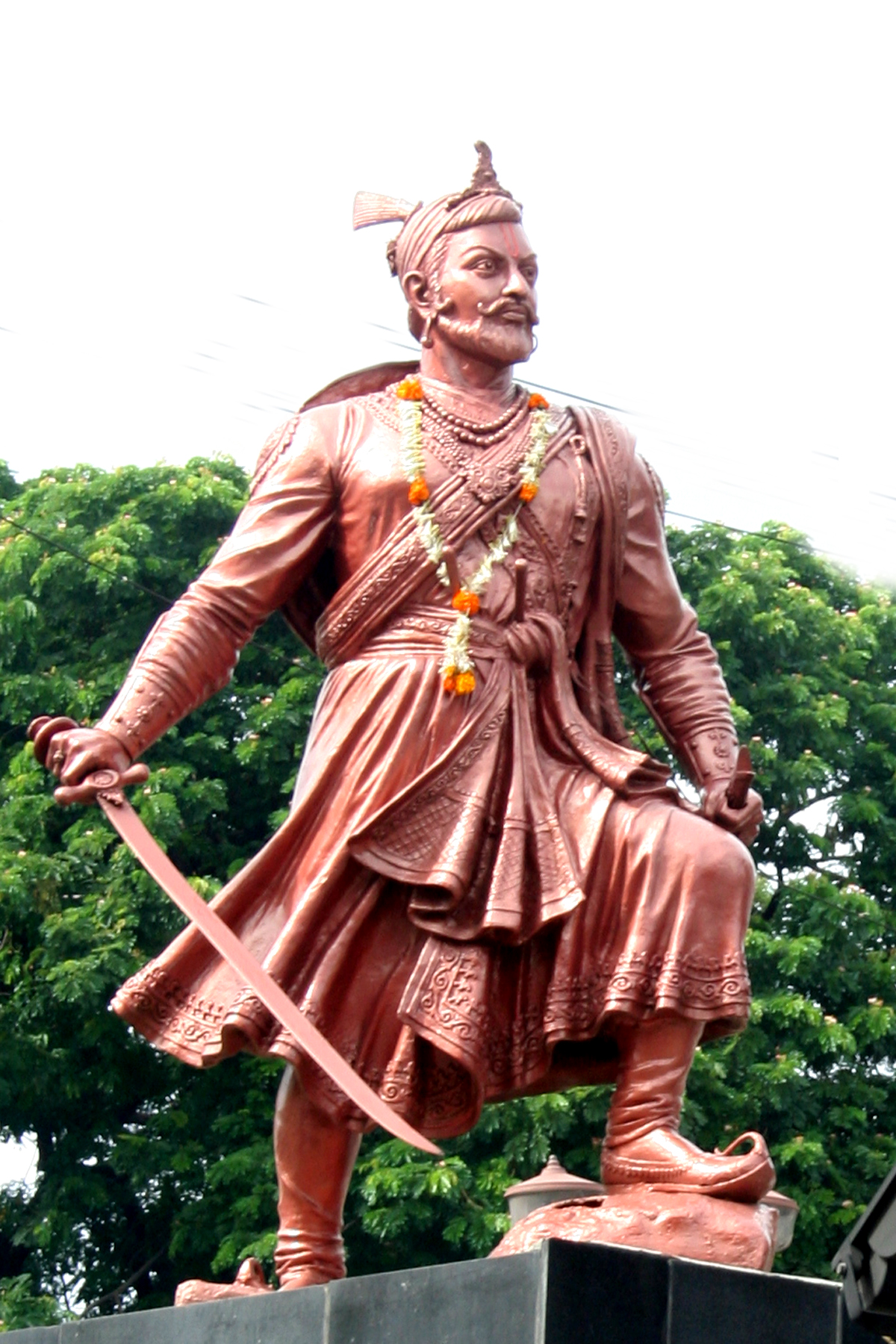
Sambhaji, el hijo mayor de Shivaji que le sucedió.

La cuestión del heredero de Shivaji se complicó por la mala conducta de su hijo mayor, Sambhaji, que era un irresponsable. Incapaz de frenar esto, Shivaji confinó a su hijo a Panhala en 1678, solo para que el príncipe escapara con su esposa y desertó a los mogoles durante un año. Sambhaji después regresó a su hogar, sin arrepentirse, y nuevamente fue confinado a Panhala.

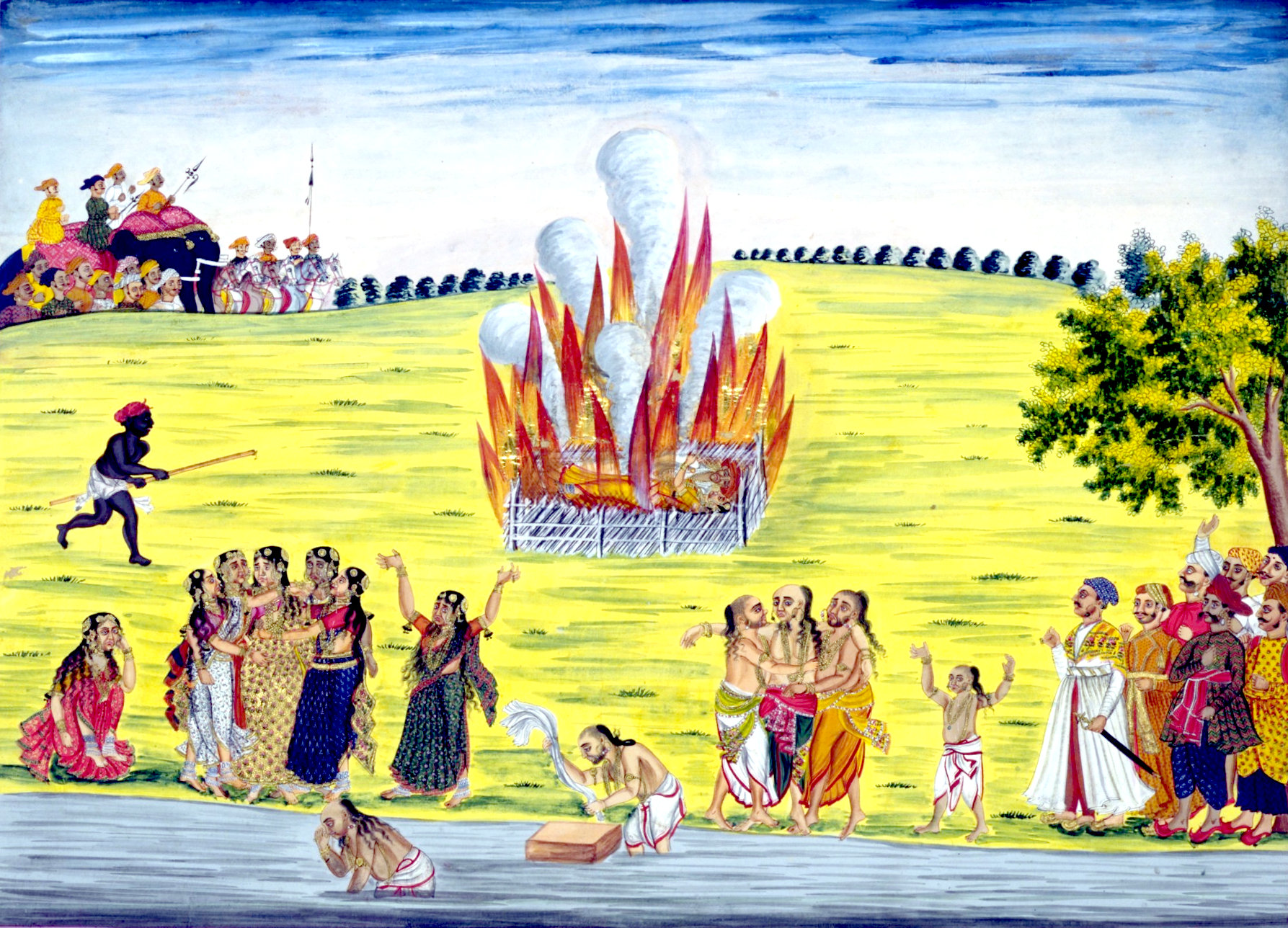
Pintura del dscribiendo una ceremonia sati.

A finales de marzo de 1680, Shivaji enfermó con fiebre y disentería, murió alrededor del 3-5 de abril de 1680 a la edad de 52 años, en la víspera del Hanuman Jayanti. Putalabai, la mayor de las esposas sobrevivientes de Shivaji, sin hijos, se inmoló en una ceremonia sati saltando a su pira funeraria. A otra cónyuge sobreviviente, Sakwarbai, no se le permitió hacer lo mismo porque tenía una hija pequeña. Los rumores siguieron a la muerte de Shivaji, y algunos musulmanes opinaron que había muerto de una maldición de Jan Muhammad de Jalna, como castigo porque las tropas de Shivaji atacaron a mercaderes que se habían refugiado en su ermita. Hubo también acusaciones, aunque dudosas por los estudiosos posteriores, de que su segunda esposa, Soyarabai, lo había envenenado para elevar a su hijo Rajaram, de 10 años, al trono.: 53 
Después de la muerte de Shivaji, Soyarabai hizo planes con varios ministros para coronar a su hijo Rajaram en lugar de a su hijastro Sambhaji. El 21 de abril de 1680, Rajaram, de diez años, fue elevado al trono. Sin embargo, Sambhaji tomó posesión del fuerte Raigad después de matar al comandante, y el 18 de junio tomó el control de Raigad y ascendió formalmente al trono el 20 de julio. Rajaram, su esposa Janki Bai y madre Soyarabai fueron encarcelados, y Soyarabai ejecutada bajo cargos de conspiración en octubre.

### Los Marathas después de Shivaji
Shivaji dejó atrás un estado siempre en desacuerdo con los mogoles. Poco después de su muerte, en 1681, Aurangzeb lanzó una ofensiva en el sur para capturar los territorios ocupados por los marathas: Bijapur y Golconda. Logró destruir los sultanatos pero no pudo someter a los Marathas después de pasar 27 años en el Deccan. El período vivió la captura, tortura y ejecución de Sambhaji en 1689 y los Marathas ofrecieron una fuerte resistencia bajo el liderazgo del sucesor de Sambhaji, Rajaram I y luego de la viuda de Rajaram, Tarabai. Los territorios cambiaron de manos repetidamente entre los Mogoles y los Marathas; el conflicto terminó en la derrota de los mogoles en 1707.
Shahu, un nieto de Shivaji e hijo de Sambhaji, fue mantenido prisionero por Aurangzeb durante un período de 27 años. Después de la muerte de este último, su sucesor liberó a Shahu. Después de una breve lucha de poder sobre la sucesión con su tía Tarabai, Shahu gobernó el Imperio de Maratha de 1707 a 1749. Al principio de su reinado, nombró a Balaji Vishwanath y más tarde a sus descendientes, como Peshwas (primeros ministros) del Imperio de Maratha. El imperio se expandió enormemente bajo el liderazgo del hijo de Balaji, Peshwa Bajirao I y su nieto, Peshwa Balaji Bajirao. En su apogeo, el imperio de Maratha se extendía desde Tamil Nadu: 204  en el sur, hasta Peshawar (hoy en día Khyber Pakhtunkhwa) en el norte, y Bengala. En 1761, el ejército de Maratha perdió la Tercera Batalla de Panipat contra Ahmad Shah Abdali del Imperio durrani afgano , que detuvo su expansión imperial en el noroeste de la India. Diez años después de Panipat, el joven Madhavrao Peshwa  reinstaló la autoridad maratha sobre el norte de la India.
En un intento por administrar con eficacia el gran imperio, Shahu y los Peshwas le dieron semiautonomía al más fuerte de los caballeros, creando la Confederación Maratha. Se hicieron conocidos como Gaekwads de Baroda, los Holkars de Indore y Malwa, los Scindias de Gwalior y Bhonsales de Nagpur. En 1775, la Compañía Británica de las Indias Orientales intervino en una lucha de sucesión en Pune, que se convirtió en la Primera Guerra Anglo-Maratha. Los Marathas siguieron siendo el poder preeminente en la India hasta su derrota por la Compañía Británica de las Indias Orientales en la segunda y tercera guerra anglo-maratha (1805-1818), que dejaron a la Compañía en control de la mayor parte de la India.

## Gobierno

### Promoción del marathi y el sánscrito
En su corte, Shivaji reemplazó al persa, el lenguaje cortesano común en la región, por el marathi, y enfatizó las tradiciones hindúes políticas y cortesanas. La casa de Shivaji conocía bien el sánscrito y promovió el idioma; su padre Shahaji había apoyado a eruditos como Jayram Pindye, que preparó el sello de Shivaji. Shivaji continuó con esta promoción del sánscrito, dándole a sus hombres fuertes como Sindhudurg, Prachandgarh y Suvarndurg. Nombró Ashta Pradhan (consejo de ministros) según la nomenclatura sánscrita, con términos como nyaayaadheesha y senaapati, y encargó la confección del tratado político Raajya Vyavahaara Kosha. Su Rajpurohit, Keshav Pandit, era un erudito y poeta en sánscrito.

### Política religiosa

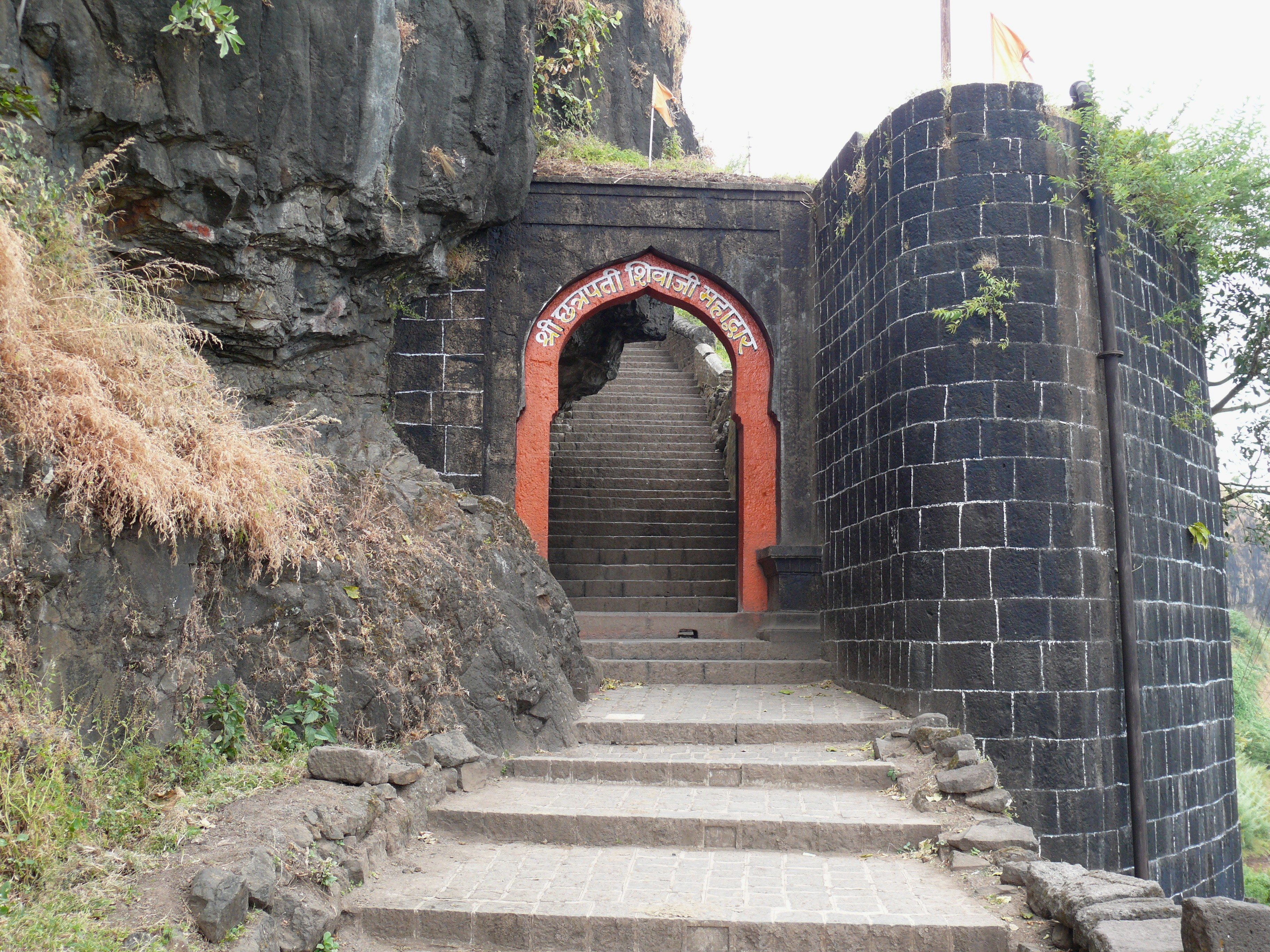
Entrada a Sajjangad, donde Samarth Ramdas fue invitado por Shivaji a residir, es ahora un lugar de peregrinación

Shivaji era conocido por su política religiosa liberal y tolerante; mientras que los hindúes se sintieron aliviados por poder practicar su religión libremente bajo un gobernante hindú, Shivaji no solo permitió a los musulmanes practicar sin hostigamiento, sino que apoyó sus ministerios con dotaciones económicas y tenía a muchos musulmanes prominentes en su servicio militar. Mientras que algunos relatos de Shivaji afirman que fue muy influenciado por el gurú brahmin Samarth Ramdas, otros han refutado que los comentaristas posteriores brahmanes hayan enfatizado demasiado el papel de Ramdas para mejorar su posición.
Aunque muchos de los estados enemigos de Shivaji eran musulmanes, trató a los musulmanes bajo su gobierno con tolerancia a su religión. Los sentimientos de Shivaji de inclusión y tolerancia hacia otras religiones se pueden ver en una carta de amonestación dirigida a Aurangzeb, en la que escribió:

En verdad, el Islam y el hinduismo son términos de contraste. Son utilizados por el verdadero pintor divino para mezclar los colores y completar los contornos. Si se trata de una mezquita, la llamada a la oración se canta en recuerdo de Dios. Si se trata de un templo, las campanas suenan en anhelo solo de Dios.

Sin embargo, observando que Shivaji había frenado la expansión de los estados musulmanes vecinos, su contemporáneo, el poeta Kavi Bhushan declaró: Si no hubiera habido Shivaji, Kashi habría perdido su cultura, Mathura habría sido convertida en una mezquita y todos habrían sido circuncidados.
Hay menos datos acerca de la actitud de Shivaji hacia los cristianos. Por un lado, en 1667 tres sacerdotes católicos portugueses y algunos cristianos fueron asesinados durante el ataque de Shivaji contra Bardes. Sin embargo, durante el saqueo de Surat en 1664, Shivaji fue abordado por Ambrose, un fraile capuchino que le pidió que perdonara a los cristianos de la ciudad. Shivaji dejó la misión intacta, diciendo que los padres franciscanos son buenos hombres.

## Militar

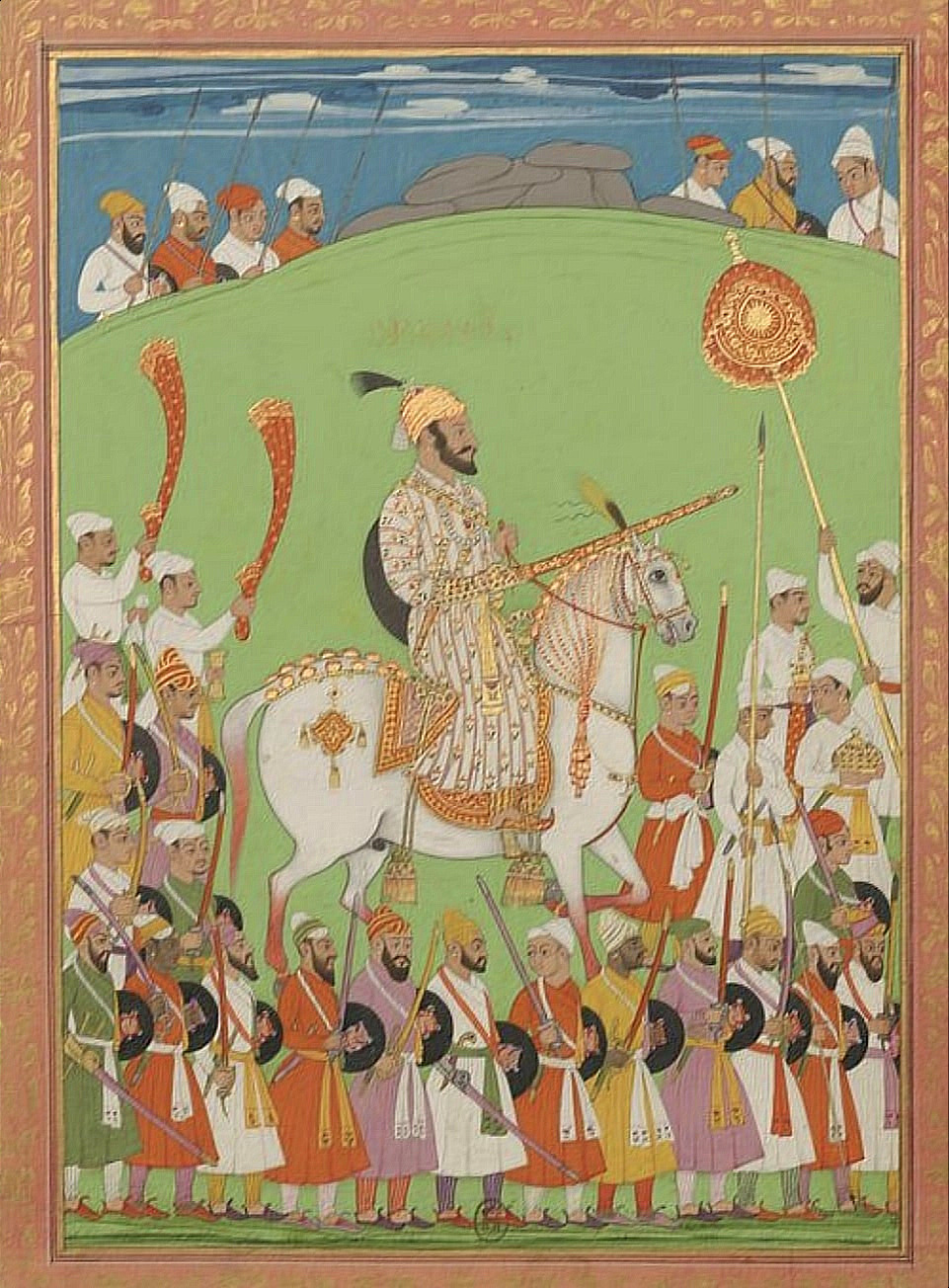
Sivaji y su ejército.

Shivaji demostró una gran habilidad en la creación de su organización militar, que duró hasta la desaparición del imperio Maratha. Su estrategia se basaba en aprovechar sus fuerzas terrestres, navales así como la serie de fuertes en su territorio. La infantería de Maval sirvió como el núcleo de sus fuerzas terrestres, reforzado con los mosqueteros Telangi de Karnataka, y el apoyo de la caballería maratha. Su artillería estaba relativamente poco desarrollada y dependía de proveedores europeos lo que lo inclinaba aún más a una forma de guerra muy móvil.: 9 

### Fuertes

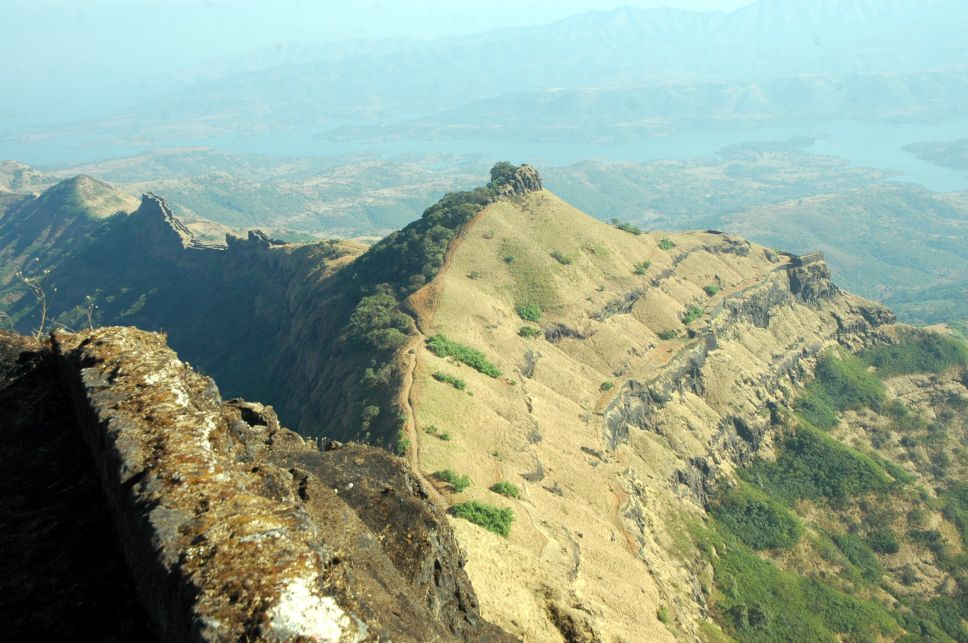
Suvela Machi, vista de sub-mesetas del sur y desde Ballekilla, Rajgad

Los fuertes desempeñaron un papel clave en la estrategia de Shivaji. Capturó fuertes importantes en Murambdev (Rajgad), Torna, Kondhana (Sinhagad) y Purandar. También reconstruyó o reparó muchas fortalezas en ubicaciones ventajosas.  Además, Shivaji construyó una serie de fuertes; en algunos escritos se da el número de «111», pero es probable que el número real no excediera de 18. El historiador Jadunath Sarkar evaluó que Shivaji poseía unas 240-280 fortalezas en el momento de su muerte. Cada una fue colocada bajo el mando de tres oficiales de igual estatus para que un posible traidor no fuera sobornado o tentado a entregarlo al enemigo. Los oficiales actuaron conjuntamente y proporcionaron controles mutuos y equilibrio.

### La armada
Consciente de la necesidad de poder naval para mantener el control a lo largo de la costa de Konkan, Shivaji comenzó a construir su armada en 1657 o 1659, con la compra de veinte galivats de los astilleros portugueses de Vasai. Las crónicas de Marathi afirman que en su apogeo su flota contó con unos 400 barcos militares, aunque las crónicas británicas cuentan que el número nunca superó las 160 naves.
Con los Marathas acostumbrados a un ejército con base en tierra, Shivaji amplió su búsqueda de tripulaciones cualificadas para sus naves y se enfrentó a los hindúes de la casta más baja que estaban familiarizados con las operaciones navales, los famosos «piratas de Malabar», así como mercenarios musulmanes. Se dio cuenta del poder de la armada portuguesa por lo que Shivaji contrató a varios marineros portugueses y conversos cristianos de Goa, y nombró a Rui Leitao Viegas como comandante de su flota. Viegas más tarde rehusó volver con los portugueses llevándose consigo a 300 marineros.
Shivaji fortificó su línea costera al tomar fuertes costeros y restaurarlos y construyó su primer fuerte marino en Sindhudurg, que se convertiría en la sede de la armada Maratha. La armada en sí misma era una armada costera, centrada en los viajes y el combate en las áreas del litoral, y no tenía intención de adentrarse demasiado en el mar.

## Legado

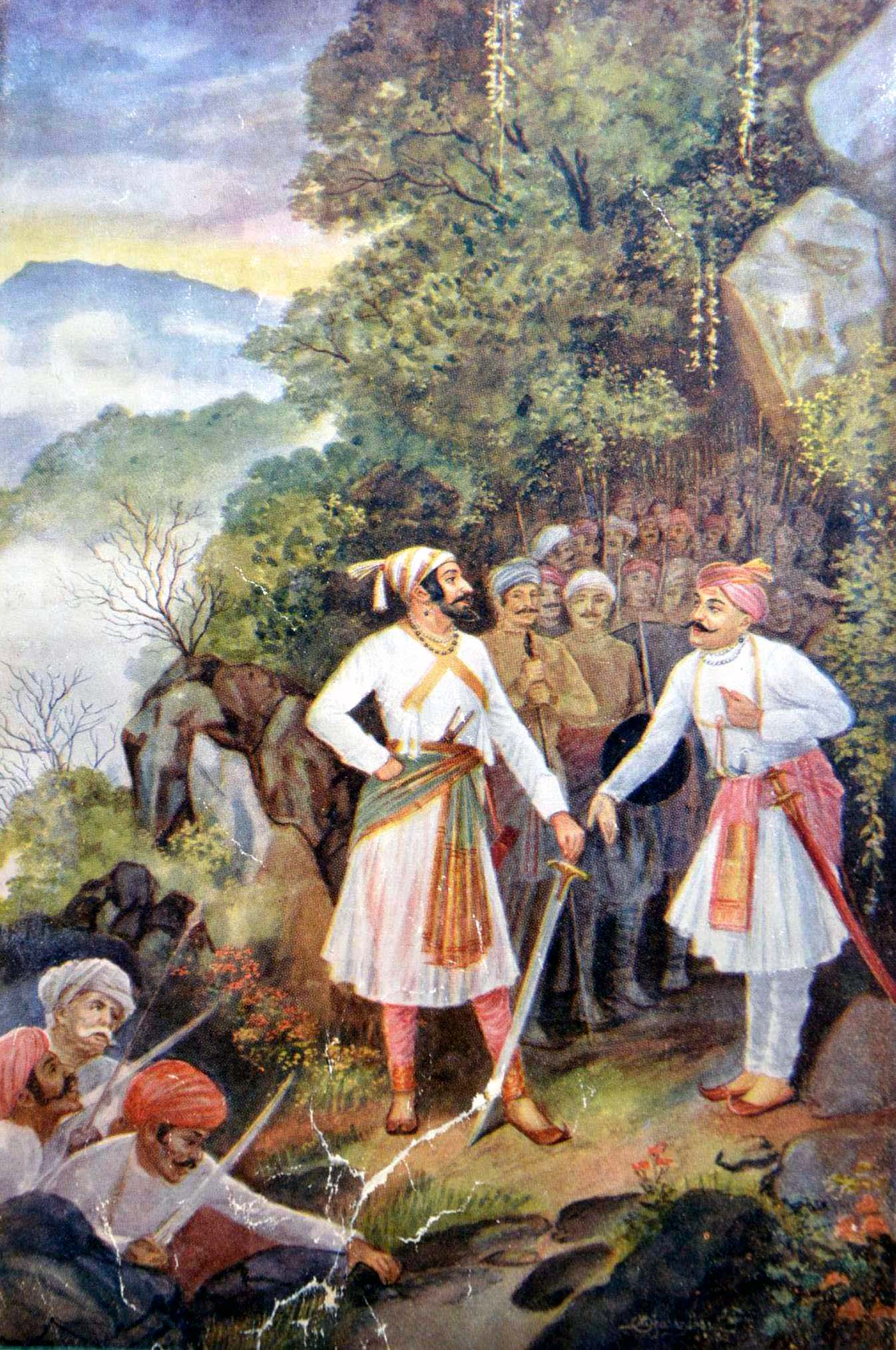
Una pintura de principios del de M.V. Dhurandhar de Shivaji Maharaj y Baji Prabhu en Pawan Khind

Shivaji era bien conocido por su fuerte código de ética religioso y guerrero y su carácter ejemplar.[cita requerida] Fue reconocido como un gran héroe nacional durante el Movimiento de Independencia de la India.[cita requerida]

### Primeras representaciones
Shivaji fue admirado por sus hazañas heroicas y estratagemas ingeniosas en las versiones contemporáneas de escritores ingleses, franceses, holandeses, portugueses e italianos. Los ingleses contemporáneos lo compararon con Alejandro Magno, Aníbal y Julio César. El presidente Aungier de Bombay expresó sus opiniones sobre Shivaji en dos despachos dirigidos a los directores en Londres: Al ser no menos diestro de lo que fue Alejandro Magno, por la agilidad de sus hombres alados, en menos de ocho meses tomó lo que había entregado a Jaysingh, y también es demasiado conocido que Shivaji es el segundo Quinto Sertorio, no le queda corto Aníbal en estrategia.
Las representaciones de Shivaji por parte de los mogoles fueron en gran parte negativas, refiriéndose a él simplemente como Shiva" sin el honorífico -ji. Un escritor mogol a principios de 1700 describió la muerte de Shivaji como «kafir bi jahannum balsa» (el infiel fue al infierno). Los escritores musulmanes de la época generalmente lo describieron como un saqueador y merodeador.

### Reimaginación
A mediados del siglo XIX, el reformador social de Maharastra Jyotirao Phule escribió su propia interpretación de la leyenda de Shivaji, retratándole como un héroe de los sudras y los dalits. Phule buscó usar el mito de Shivaji para minar a los brahmines a los que acusó de secuestrar la narrativa y elevar a las clases más bajas; su historia de 1873 en forma de balada sobre Shivaji fue recibida con gran hostilidad por los medios dominados por los brahmanes. A finales del siglo XIX, la memoria de Shivaji fue aprovechada por los intelectuales no brahmanes de Bombay, que se identificaron como sus descendientes y por medio de él reclamaron el kshatriya varna. Mientras que algunos brahmines refutaron esta identidad, definiéndole como shudra varna inferior, otros brahmines reconocieron la utilidad del soberano Maratha para el movimiento de independencia de la India y respaldaron este legado kshatriya y la importancia de Shivaji.
En 1895, el líder nacionalista indio Lokmanya Tilak organizó un festival anual para conmemorar las celebraciones de cumpleaños de Shivaji. Tilak retrató a Shivaji como el opositor del opresor, dando origen a pesadas implicaciones para el Raj británico. Tilak negó cualquier sugerencia de que su festival fuera antimusulmán o desleal al gobierno sino simplemente la celebración de un héroe. Estas celebraciones llevaron a un comentarista británico en 1906 a notar: ¿No pueden los anales de la raza hindú señalar a un único héroe al que ni siquiera la lengua de calumnias se atreverá a llamar jefe de dacoits ...?.
Uno de los primeros comentaristas que desafió la visión británica negativa fue M.G. Ranade, en cuya obra Rise of the Maratha Power de 1900 puso de manifiesto los logros de Shivaji como el comienzo de la construcción moderna de la nación. Ranade criticó los primeros retratos británicos del estado de Shivaji como «una potencia que arrancaba en libertad, que prosperó con el saqueo y la aventura, y tuvo éxito solo porque era la más astuta y aventurera ... Este es un sentimiento muy común entre los lectores, quienes adquieren conocimiento de estos eventos únicamente de los trabajos de historiadores ingleses».
En 1919, Sarkar publicó el influyente Shivaji and His Times, aclamado como la biografía más autorizada del rey desde la obra «A History of the Mahrattas» de 1826 de James Grant Duff. Sarkar, respetado erudito, pudo leer fuentes primarias en persa, marathi y árabe, pero fue desafiado por su crítica al chovinismo de los puntos de vista de los historiadores mahratíes sobre Shivaji. Del mismo modo, aunque los partidarios aplaudieron su descripción del asesinato de Afzal Khan como justificado, condenaron a Sarkar diciendo que era «asesinato» la muerte del raj hindú Chandrao More y su clan.

### Inspiración

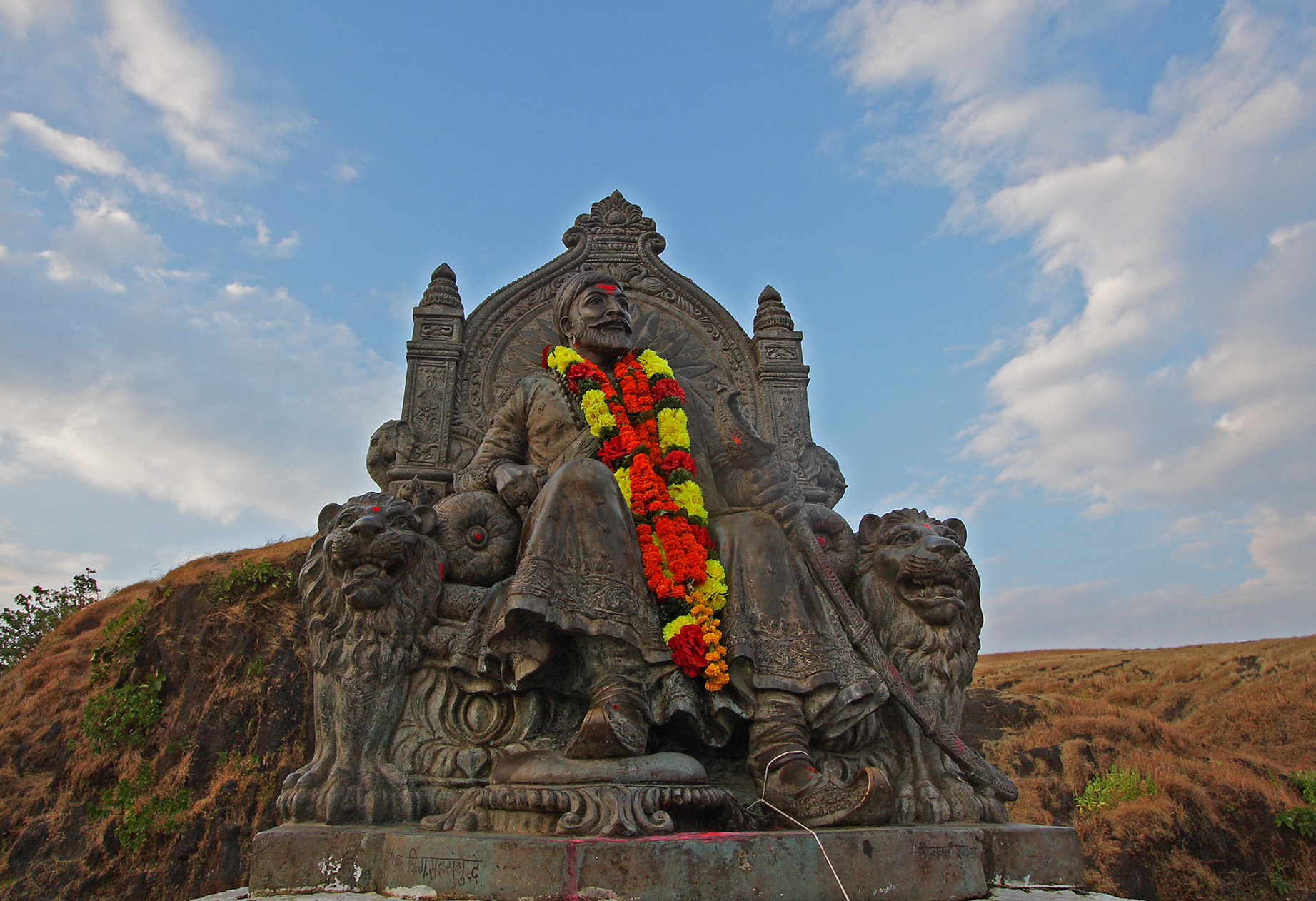
Estatua de Shivaji en el fuerte Raigad.

A medida que las tensiones políticas aumentaron en la India a principios del siglo XX, algunos líderes indios volvieron a modificar sus posturas anteriores sobre el papel de Shivaji. Jawaharlal Nehru había señalado en 1934 que algunas de las acciones de Shivaji, como la traidora muerte del general Bijapur, lo rebajan mucho en nuestra estimación. Tras la protesta pública de los intelectuales Pune, el líder del Congreso T.R. Deogirikar señaló que Nehru había admitido que estaba equivocado con respecto a Shivaji, y ahora apoyaba a Shivaji como gran nacionalista.
En 1966, el partido Shiv Sena (Ejército de Shivaji) se formó para promover los intereses mahratíes frente a la migración a la región desde otras partes de la India, y la consiguiente pérdida de poder para los locales. Su imagen adorna la literatura, la propaganda y los iconos del partido centrado en Maratha.
En los tiempos modernos, Shivaji es considerado como un héroe nacional en la India, especialmente en el estado de Maharashtra, donde sigue siendo posiblemente la figura más importante en la historia del estado. Las historias de su vida forman una parte integral de la educación y la identidad del pueblo Marathi. Además, también es reconocido como una leyenda guerrera, que sembró las semillas de la independencia india. El partido nacionalista hindú Bharatiya Janata Party y también los partidos del Congreso, dominado por la casta de Maratha en Maharashtra, como el Congreso Indira y el Partido del Congreso Nacional, defienden a Shivaji como ejemplo. Los líderes anteriores del partido del Congreso en el estado como Yashwantrao Chavan fueron considerados descendientes políticos de Shivaji.
A finales del siglo XX, Babasaheb Purandare se convirtió en uno de los artistas más importantes al retratar a Shivaji en sus escritos, lo que lo llevó a ser declarado en 1964 como el Shiv-Shahir ("Bardo de Shivaji"). Sin embargo, Purandare, un brahmán, también fue acusado de enfatizar demasiado la influencia de los gurús brahmanes en Shivaji, y su ceremonia de entrega de los premios Maharashtra Bhushan en 2015 fue protestada por aquellos que afirmaban haber difamado a Shivaji. Purandare, en el otro extremo, ha sido acusado de una representación communalista y antimusulmán de Shivaji en desacuerdo con las propias acciones del rey.

### Controversia
En 1993, Illustrated Weekly publicó un artículo que sugería que Shivaji no se oponía a los musulmanes per se, y estaba influenciado por su forma de gobierno. Los miembros del Partido del Congreso pidieron acciones legales contra el editor y el escritor, los periódicos mahratíes los acusaron de «prejuicio imperial» y Shiv Sena pidió la flagelación pública del escritor. Maharashtra entabló una acción legal contra el editor bajo las regulaciones que prohibían la enemistad entre grupos religiosos y culturales, pero un Tribunal Superior determinó que el Illustrated Weekly había operado dentro de los límites de la libertad de expresión.
En 2003, el académico estadounidense James W. Laine publicó su libro Shivaji: Hindu King in Islamic India, que fue seguido de fuertes críticas, incluidas amenazas de arresto. Como resultado de esta publicación, el Instituto de Investigación Oriental Bhandarkar en Pune, donde Laine había investigado, fue atacado por un grupo de activistas maratha que se autodenominaban Brigada Sambhaji. El libro fue prohibido en Maharashtra en enero de 2004, pero la prohibición fue levantada por el Tribunal Superior de Bombay en 2007, y en julio de 2010 el Tribunal Supremo de la India confirmó el levantamiento de la prohibición. Este levantamiento fue seguido por manifestaciones públicas contra el autor y contra la decisión del Tribunal Supremo.

### Conmemoraciones
Las conmemoraciones de Shivaji se encuentran en toda la India, sobre todo en Maharashtra. Las estatuas y los monumentos de Shivaji se encuentran casi en cada pueblo y ciudad de Maharashtra, así como en diferentes lugares de la India. Otras conmemoraciones incluyen el buque de la Armada de la India, el INS Shivaji, numerosos sellos postales, el principal aeropuerto y la sede central de trenes en Mumbai. En Maharashtra ha habido una larga tradición de los niños construyendo una réplica de un fuerte con soldados de juguete y otras figuras durante el festival de Diwali en memoria de Shivaji.

## Otras lecturas
- Govind Sakharam Sardesai (1946). New history of the Marathas, vol. I: Shivaji and his line, 1600–1707. Phoenix Publications
- Daniel Jasper (2003). "Commemorating the 'golden age' of Shivaji in Maharashtra, India and the development of Maharashtrian public politics." Journal of Political and Military Sociology 31.2 : 215.
- James Grant Duff (1826). A History of the Mahrattas. London: Oxford University Press.
- Jyotirao Phule (1869). Chatrapati Shivaji Raje Bhosale Yanche Powade (en maratí).
- Bhalchandra Krishna Apte (1974–75). Chhatrapati Shivaji: Coronation Tercentenary Commemoration Volume. Bombay: University of Bombay.
- James W. Laine (2003). Shivaji: Hindu King in Islamic India. Oxford University Press, USA. ISBN 978-0-19-514126-9.
- James W. Laine (2011). «Resisting My Attackers; Resisting My Defenders».  En Matthew N. Schmalz; Peter Gottschalk, eds. Engaging South Asian Religions: Boundaries, Appropriations, and Resistances. Albany: SUNY Press. pp. 153-172. ISBN 978-1-4384-3323-3. Consultado el 27 de septiembre de 2012.
- Rafique Zakaria (2003). Communal Rage in Secular India. Mumbai: Popular Prakashan.

| Predecesor: nuevo estado formado | Casa de Bhonsle 1674-1680 | Sucesor: Sambhaji |

- Datos: Q239505